# Materija
Materija (eng. matter) je u fizikalnom smislu svaka pojavnost u svemiru koja čini njegove dijelove, te se očituje kroz tvar, valove, energiju i informaciju.
Predstavlja skup opazivih objekata koji tvore fizičku stvarnost, obuhvaća tvari, sve atomske i subatomske čestice i čestice posrednike međudjelovanja. U materiju spadaju baždarne čestice te kvarkovi, leptoni i sve tvorbe koje nastaju njihovim vezanjem.
U filozofskom smislu, ona je sva i svaka objektivna realnost koja postoji neovisno o ljudskoj svijesti i koja se na razne načine odražava u njoj.
Atomi materije su sastavljeni od manjih čestica, elementarnih čestica. One se dijele na:
- Fermione
  - barione npr. hadrone tj. protone i neutrone koji su pak sastavljeni od kvarkova
  - leptone npr. elektrone

- Bozone npr. mezone i fotone

Materija ima masu. Albert Einstein je pokazao da su masa i energija ekvivalentni uz pomoć svoje poznate forumule E=mc², gdje je E energija, m masa, i c brzina svjetlosti. Pored toga, masa ima i ugrađenu privlačnu silu gravitaciju. 